# Mimosa lucidula
Mimosa lucidula är en ärtväxtart som beskrevs av George Bentham. Mimosa lucidula ingår i släktet mimosor, och familjen ärtväxter. Inga underarter finns listade i Catalogue of Life.